# 木戸町 (浜松市)
木戸町（きどちょう）は静岡県浜松市中央区の町名。丁番を持たない単独町名である。住居表示実施済。

## 地理
江東地区の西部に位置し、町内の西側を馬込川が流れる。東で相生町及び佐藤一丁目、西で馬込川を挟んで中央（二丁目・三丁目）及び北寺島町、南で中島一丁目、北で船越町と接する。

### 河川
- 馬込川

### 学区
- 浜松市立東小学校
- 浜松市立八幡中学校

## 歴史

### 町名の由来
馬込橋の東に浜松城下の外木戸があったことから命名された。

### 沿革
- 1889年（明治22年）4月1日 - 町村制の施行により、敷知郡馬込村・向宿村・上中島村が周辺の村と合併し、敷知郡天神町村となる。旧村名は天神町村の大字として残る[WEB 7]。また、敷知郡船越一色村が周辺の村と合併し、敷知郡曳馬下村となる。旧村名は曳馬下村の大字として残る[WEB 7]。
- 1891年（明治24年）6月11日 - 曳馬下村が曳馬村に改称する。
- 1896年（明治29年）4月1日 - 郡制の施行により、曳馬村・天神町村の所属郡が浜名郡に変更となる。
- 1916年（大正5年）5月1日 - 曳馬村の一部（大字高林の一部・大字野口・大字下池川・大字船越一色・大字中沢・大字八幡・大字上池川）が浜松市に編入される[WEB 7]。
- 1921年（大正10年）4月1日 - 天神町村が浜松市に編入される。
- 1925年（大正14年）5月1日 -  地籍整理により、大字馬込・大字向宿・大字上中島・大字船越一色の各一部を合わせて木戸町を新設[書籍 2]。
- 1994年（平成6年）11月1日 - 佐藤町・木戸町・相生町の各一部を合わせて佐藤一丁目が成立[WEB 8]。
- 1995年（平成7年）11月1日 - 相生町が木戸町の一部を編入。また、木戸町の一部地域で住居表示を実施[WEB 9]。
- 2007年（平成19年）4月1日 - 浜松市が政令指定都市となる。木戸町は中区の一部となる。
- 2024年（令和6年）1月1日 - 浜松市の行政区再編により、木戸町は中央区の一部となる。

## 施設
- ファミリーマートコンコルド浜松木戸/S店
- 木戸公園

## 交通

### 道路
- 国道152号（東海道）
- 浜松市道植松和地線（六間道路）
- 浜松市道木戸1号線、木戸3号線（旧笠井街道）
- 木戸中島1号線（旧掛塚街道（一部））
- 馬込天神1号線（四間通り）

## その他

### 警察
警察の管轄区域は以下の通りである。
| 番・番地等 | 警察署       | 交番・駐在所 |
| ---------- | ------------ | ------------ |
| 全域       | 浜松東警察署 | 名塚町交番   |

### 消防
消防の管轄区域は以下の通りである。
| 番・番地等 | 消防署   | 本署/出張所 |
| ---------- | -------- | ----------- |
| 全域       | 中消防署 | 相生出張所  |

### 書籍
1. ↑  『わがまち文化誌 輝くいなほ はたの音』浜松市東部公民館、1988年3月31日、46頁。
2. ↑  『浜松市史 三』浜松市役所、1980年3月26日、354,356頁。

### WEB
1. ↑  “h02_22.csv”.   総務省 (2022年2月10日). 2024年10月10日閲覧。
2. ↑  “chuouku_menseki.xlsx”.   浜松市 (2024年3月12日). 2024年10月10日閲覧。
3. ↑  “静岡県 浜松市中央区 木戸町の郵便番号 - 日本郵便”.   日本郵便. 2025年2月15日閲覧。
4. ↑  “市外局番の一覧”.   総務省 (2022年3月1日). 2024年6月19日閲覧。
5. ↑  “事業所案内及び管轄地域（事務所3件、分室3件）”.   一般社団法人静岡県自動車会議所. 2024年6月19日閲覧。
6. ↑  “zissiitiran1.pdf”.   浜松市 (2024年1月4日). 2024年6月19日閲覧。
7. 1 2 3  “historyofcities.pdf”.   静岡県総務部合併推進室・財団法人静岡県市町村振興協会. 2024年9月20日閲覧。
8. ↑  “zissizennzi.pdf”.   浜松市 (2024年1月4日). 2024年6月19日閲覧。
9. ↑  “zissizennzi.pdf”.   浜松市 (2024年1月4日). 2024年6月19日閲覧。
10. ↑  “名塚町交番｜静岡県警察”.   静岡県警察 (2024年1月1日). 2024年6月19日閲覧。
11. ↑  “消防署の町別管轄「き」／浜松市”.   浜松市 (2023年4月3日). 2024年6月19日閲覧。